# Stronger (Kanye West-låt)
Stronger är första singeln från Kanye Wests tredje album. Låten är byggd på en sampling från den franska elektronicagruppen Daft Punks låt "Harder, Better, Faster, Stronger". Låten framfördes i Sverige för första gången under det avslutande framträdande av den första Way Out West-festivalen, sommaren 2007.